# کسی اهمیت نمی‌دهد
کسی اهمیت نمی‌دهد (انگلیسی: No One Cares) آلبومی با صدای فرانک سیناترا است که در سال ۱۹۵۹ منتشر شد. تنظیم‌کننده آهنگ این ترانه گوردون جنکینز بود.